# ブートスプラッシュ

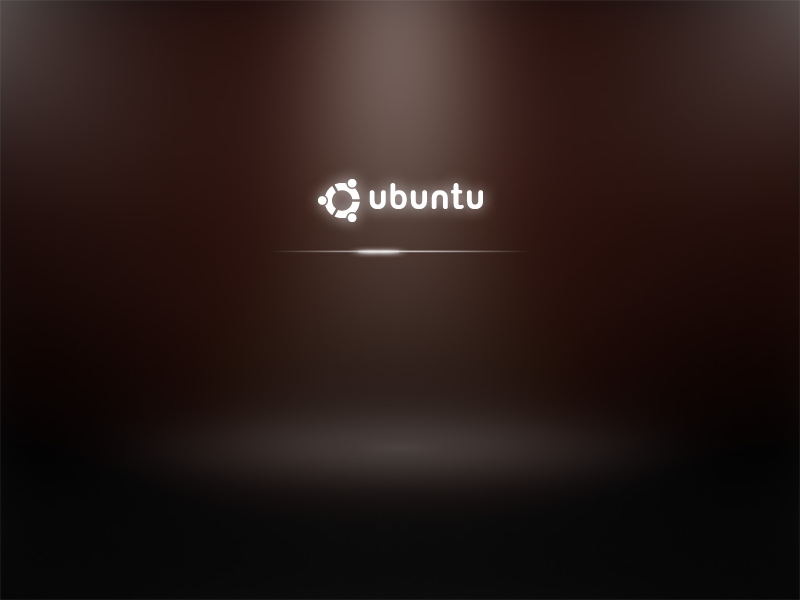
Ubuntu Karmic Koala v9.10のブートスプラッシュ

ブートスプラッシュ（英: bootsplash）とは、オペレーティングシステムがブート処理中に表示するグラフィックスなどを指す。
ブートスプラッシュは、コンソール上で各種メッセージがスクロール表示されることを指す場合もあるし、グラフィックス表示の場合も、両者の混合の場合もある。
また、Unified Extensible Firmware Interfaceで「Boot Graphic Resources Table (BGRT)」が定義されたことにより、ファームウェア側からブートスプラッシュに対して画像を書き込むことが可能になった。

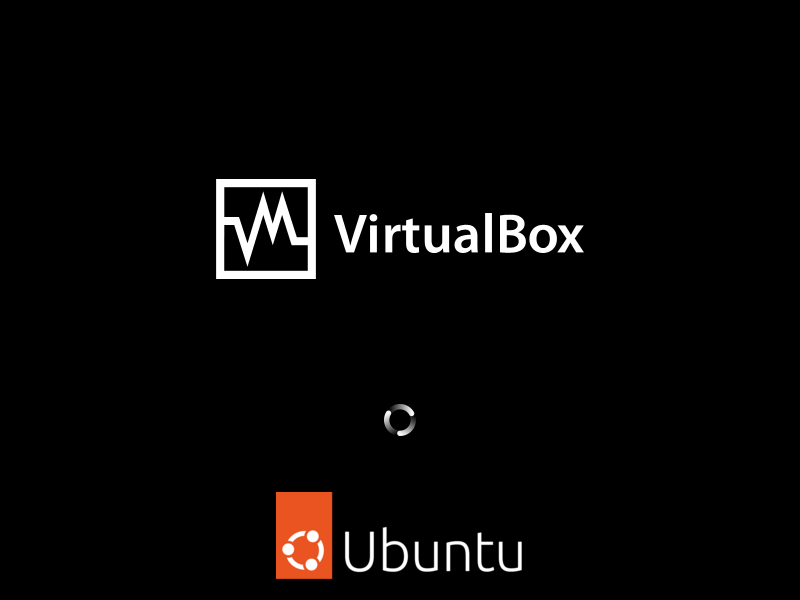
Ubuntu 22.04 LTS Jammy Jellyfishで標準のブートスプラッシュ

## 目的

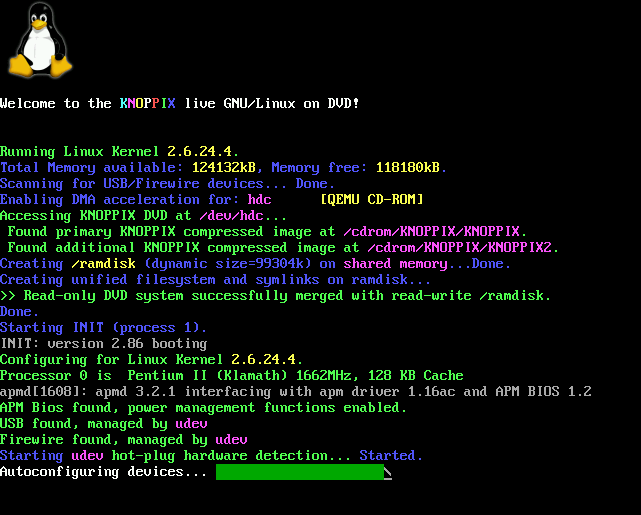
KNOPPIXでのブートスプラッシュ（グラフィックスとスクロールするブートメッセージの組み合わせ）

スプラッシュスクリーンとは異なり、ブートスプラッシュは販促目的で設計されているわけではなく、OS立ち上げ時の見た目をきれいにしたり、色つきでメッセージを表示することでユーザーにシステム状態をより分かりやすく提示することを目的としている。

## Windows のブート画面
Microsoft Windows はどのバージョンにもブート画面があり、立ち上げ時にロードされる。サードパーティのユーティリティを使ってその画面を差し替えることもでき、画像、テキスト、アニメーションなどを表示できる。Windows Vistaでは、MSConfigを使ってデフォルトのブート画面とは異なる「オーロラ」と呼ばれる画面に差し替えることができる（アニメーションはしなくなる）し、ロードしているファイルに関する情報をスクロール表示させることもできる。

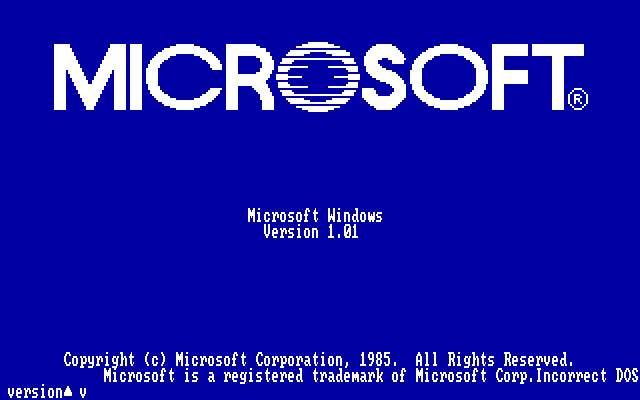
Windows 1.0
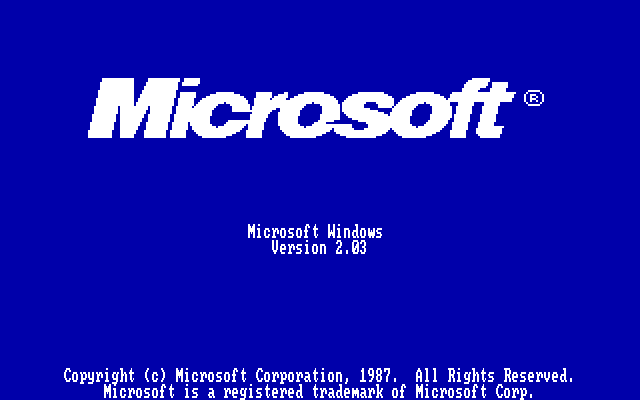
Windows 2.0
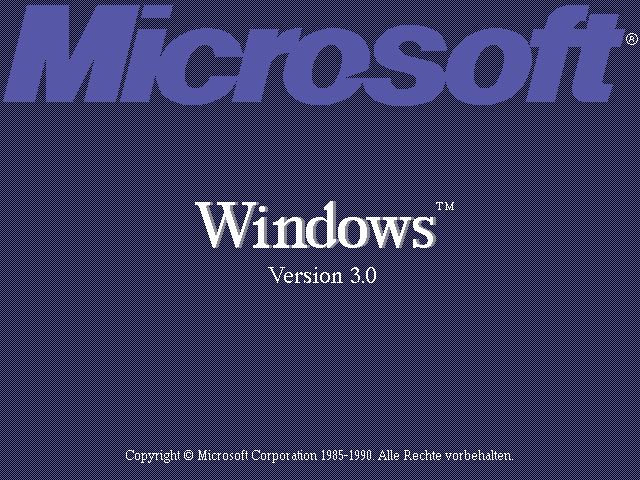
Windows 3.0
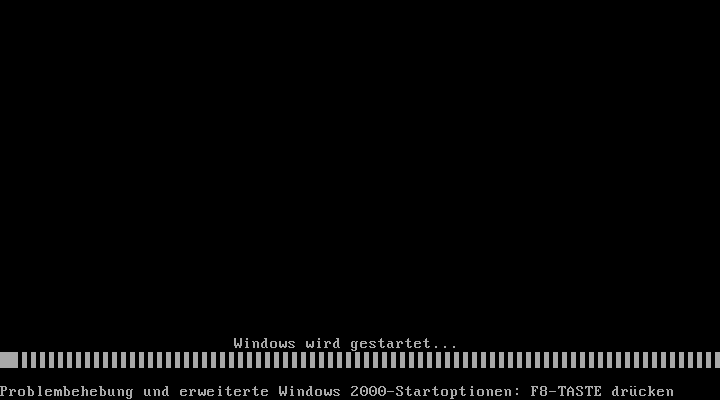
Windows 2000
Windows XP
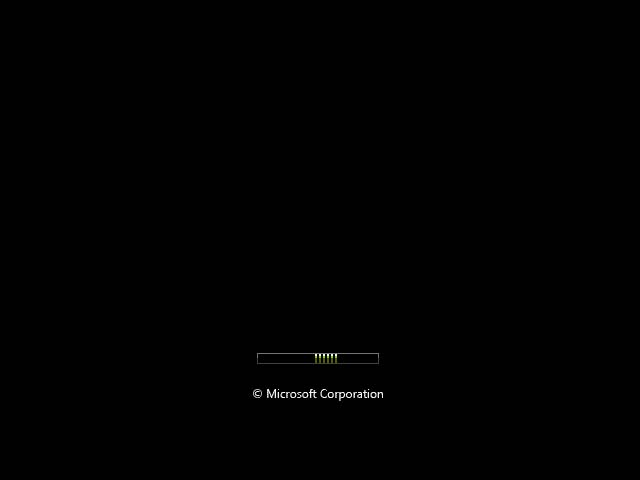
Windows Vista
Windows 7
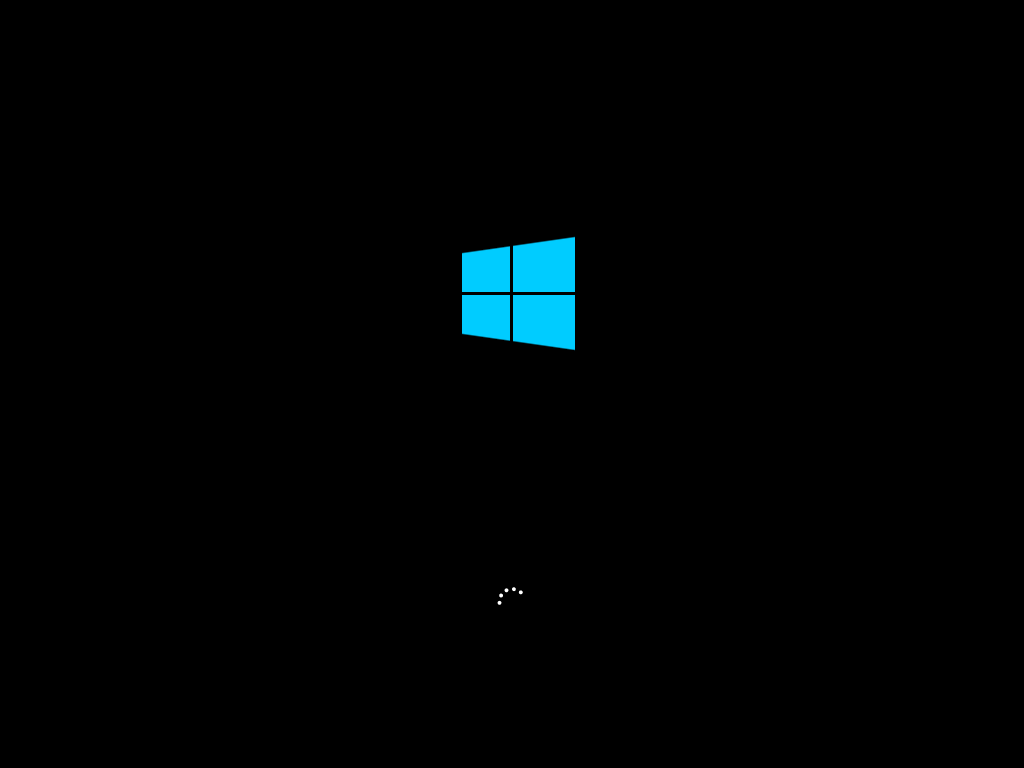
- Windows 8 - Windows 8.1 - Windows 10
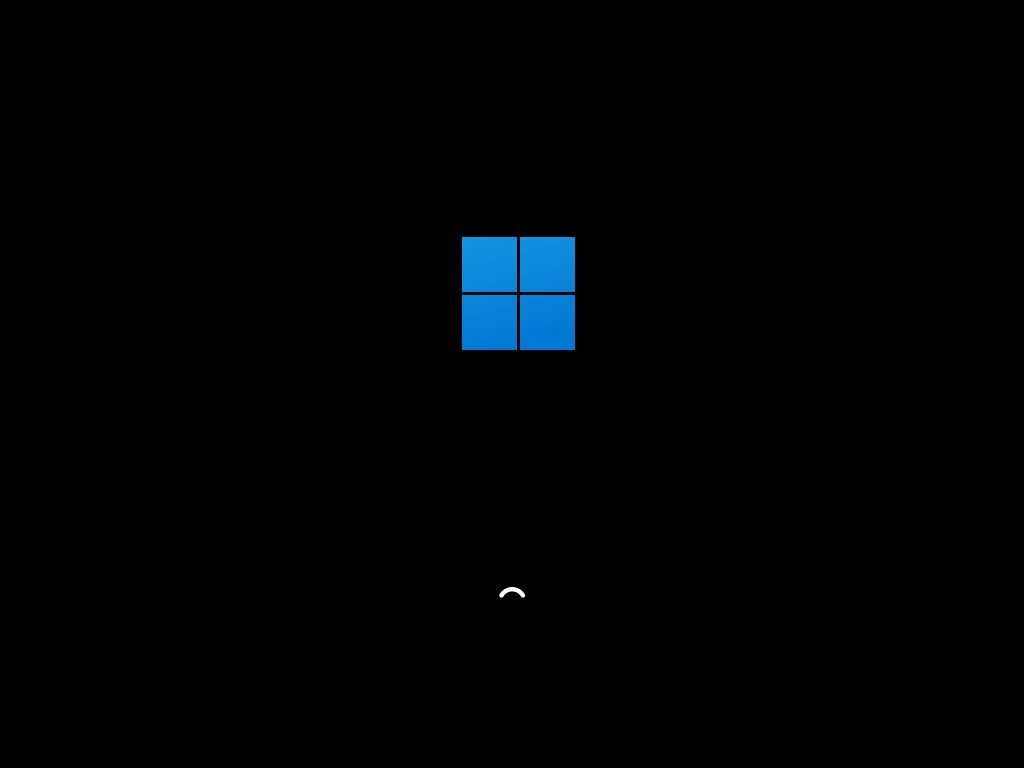
Windows 11